# Plamy café au lait

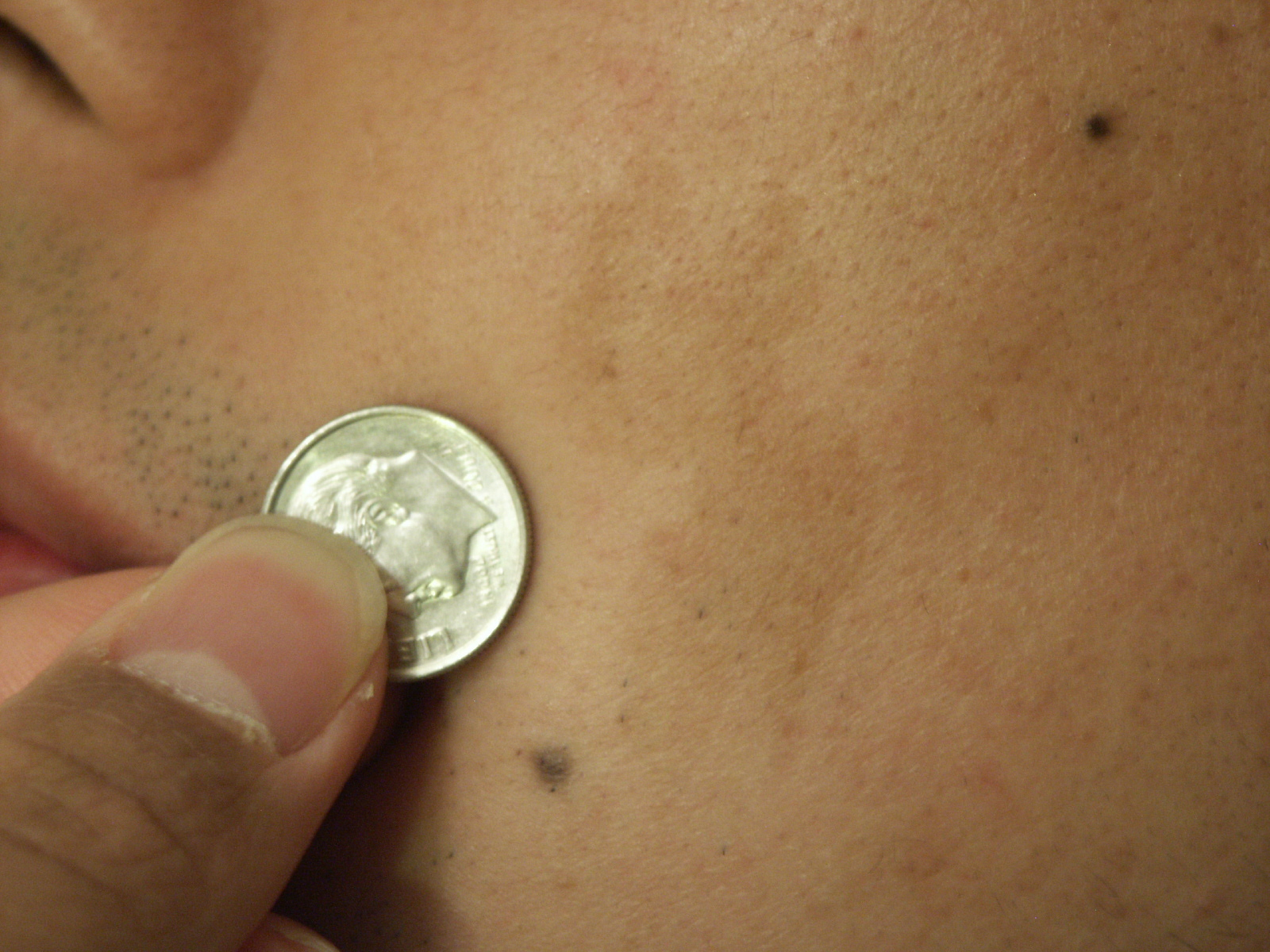
Plama café au lait na policzku.

Plamy café au lait (ang. z fr. café au lait spot) – wrodzone wykwity skórne o charakterze plam, których nazwa pochodzi z języka francuskiego i oddaje ich jasnobrązową barwę przypominającą kawę z mlekiem (café au lait).
Pojedyncze plamy café au lait są częste i nie wiążą się z żadną patologią. Liczne plamy są charakterystyczne dla niektórych chorób genetycznych lub mogą stanowić cechę dziedziczoną autosomalnie dominująco.
Niektóre choroby, w których obrazie klinicznym stwierdza się plamy café au lait:
- nerwiakowłókniakowatość typu 1
- stwardnienie guzowate
- zespół McCune-Albrighta
- ataksja-teleangiektazja
- zespół Chediaka-Higashiego
- mnoga gruczolakowatość wewnątrzwydzielnicza typu 2B
- niedokrwistość Fanconiego